# Đỗ Dự
Đỗ Dự (chữ Hán: 杜预; 222-284) là tướng nhà Tây Tấn trong lịch sử Trung Quốc, người Đỗ Lăng, Kinh Triệu (nay là phía đông nam Tây An, Thiểm Tây, Trung Quốc). Ông là người có tài văn võ kiêm toàn, ngoài công lao bình định nước Đông Ngô, chấm dứt cục diện Tam Quốc được nhiều người biết đến trong tiểu thuyết Tam Quốc Diễn Nghĩa, Đỗ Dự đương thời còn là một vị quan văn giỏi hoạch định chính sách, một nhà kinh tế có nhiều kế sách giúp nhà Tấn giàu mạnh.

## Tiểu sử
Đỗ Dự là cháu nội của Đỗ Ký – làm chức Thượng thư bộc xạ nhà Tào Nguỵ thời Tam Quốc. Cha Đỗ Dự là Đỗ Thứ từng giữ chức thứ sử U châu.
Đỗ Dự có tài kiêm văn võ từ khi tuổi trẻ. Ông có học vấn uyên bác, thường tự hào nói rằng:
Lập đức thì tôi chưa dám nghĩ chứ lập danh tiếng về sau thì tôi chắc tôi làm được
Đỗ Dự say mê sách Tả Truyện của Tả Khâu Minh, thường mang theo bên mình. Khi đi khắp nơi, ông thường treo sách trên mình ngựa, vì vậy mọi người nói rằng Đỗ Dự mắc "bệnh Tả truyện".
Đỗ Thứ vì có mâu thuẫn với quyền thần Tư Mã Ý nhà Nguỵ nên bị giam vào ngục, sau chết trong ngục. Do đó trong một thời gian dài, Đỗ Dự không được triều đình nhà Tào Ngụy trọng dụng.
Tấn thư chép lại chuyện Đỗ Dự bị gọi là Đỗ Dự Cảnh (杜预頸), chữ Cảnh ý nói Đỗ Dự cổ to, ám chỉ ông bị bệnh bướu cổ.

## Thăng tiến thời Nguỵ
Sau khi Tư Mã Ý và con là Tư Mã Sư chết, em Sư là Tư Mã Chiêu lên nắm quyền, làm chức Tấn vương. Đỗ Dự lấy em gái Tư Mã Chiêu là công chúa Cao Lục nên được cất nhắc làm Thượng thư lang và được kế tập chức của ông nội là Phong Lạc đình hầu và sau đó chuyển sang làm tướng phủ quân sự.
Năm 263, Đỗ Dự dưới quyền Chung Hội đi đánh Thục Hán, làm chức Trấn tây trưởng sử. Đầu năm 264, Chung Hội diệt Thục Hán xong mưu phản lại Tư Mã Chiêu và bị giết. Đỗ Dự thoát tội vì không có liên can.

## Quan văn

### Tham gia định luật
Năm 265, con Tư Mã Chiêu là Tư Mã Viêm lên thay cha làm Tấn vương, phế bỏ Nguỵ Nguyên đế Tào Hoán, lập ra nhà Tấn, tức là Tấn Vũ Đế.
Đỗ Dự cùng đại thần Giả Sung tham gia định luật lệ và tự mình chú giải và tâu lên triều đình. Ông nêu bật điều căn bản của pháp luật là:
- Pháp luật phải "trực" (thẳng) và "giản" (giản đơn), từ ngữ phải rõ ràng để người dân dễ hiểu và biết phải tránh cái gì. Ít người vi phạm thì giảm được hình phạt.
- Pháp luật phải đáp ứng yêu cầu phân cấp bậc, minh bạch.

Ý kiến của ông được tiếp nhận và luật được ban bố dùng trong cả nước. Luật Thái Thủy ban hành năm 268 có 20 chương, 620 điều đưa nguyên tắc trong học thuyết của Nho gia làm thành pháp luật.

### Tổ chức nhân sự
Đầu thời nhà Tấn, Đỗ Dự nhận chức Hà Nam doãn. Ông chú trọng đến việc xây dựng kinh đô trở thành trung tâm giáo hoá dân chúng của triều đình. Sau đó, ông được giao việc soạn thảo văn bản để sát hạch sự thăng giáng của quan lại. Đỗ Dự phân tích ưu, nhược điểm của những cách sát hạch áp dụng trong các thời kỳ trước đây, sau đó ông chỉ ra rằng: khoa cử hay dở không bằng uỷ nhiệm mà làm quan, nơi nào khảo lấy nơi đó cho thống nhất.
Cách làm cụ thể là: Hằng năm các nơi tổ chức quan lại tiến cử người ưu tú nhất đưa lên làm quan bên trên, và tìm ra người tồi nhất giáng xuống 1 bậc, rồi tau lên triều đình được biết. Trong 6 năm liên tục, cơ quan cấp trên sẽ tổng kết tuyển lựa. Người nào có 6 năm liên tục được xếp vào hàng ưu sẽ được đề bạt cao hơn; người nào có 6 năm liên tục được xếp vào hàng nhược sẽ vị sa thải; ai trong 6 năm ưu nhiều hơn nhược được tiếp tục giữ chức đó; ai nhược nhiều hơn ưu sẽ bị giáng xuống cấp dưới.

### Xây dựng đất nước
Tấn Vũ Đế bổ nhiệm Đỗ Dự làm Độ chi Thượng thư. Ông dâng tấu lên Vũ Đế, chủ trương "lập điền tịch, xây dựng vùng biên giới, bàn bạc xử lý việc quan trọng của quân đội, đất nước".
Ông đốc thúc người làm các công trình tưới tiêu, xây kho lương thực, định giá ngũ cốc, điều chỉnh việc vận chuyển muối ăn, định luật thuế thu... Tất cả hơn 50 điều khoản, đều được Vũ Đế phê chuẩn.
Nhận thấy sách lịch thời đó không chính xác, không phù hợp với quỹ đạo của mặt trời, ông đã tấu trình dâng Vũ Đế cuốn lịch "Nhị nguyên càn độ". Cuốn lịch này được lưu hành rộng rãi.
Ông cũng cho rằng khu vực Mạnh Tân (bờ sông Hoàng Hà), nước hiểm làm thuyền dễ bị lật, do dó ông tâu với Vũ Đế bắc cầu qua sông ở bến Phú Bình. Dù có ý kiến phản đối nhưng Đỗ Dự vẫn quyết bảo vệ quan điểm của mình. Tấn Vũ Đế phê chuẩn việc xây cầu. Khi cầu xây xong, vua cùng các quan tới chân cầu thị sát uống rượu. Vũ Đế nâng chén, tán dương ông:
Không có khanh chắc chẳng có được cây cầu này!
Mùa thu năm 278, trời mưa lâu ngày, nạn châu chấu hoành hành khắp nơi. Đỗ Dự dâng tấu thư nói rõ tình hình nông nghiệp khó khăn, xin cấp hơn 45.000 con trâu, bò cho vùng bị thiên tai để cày cấy.
Do những kế sách đóng góp to lớn cho nhà Tấn, Đỗ Dự được đương thời mệnh danh là "Đỗ vũ khố", có ý ca ngợi sự uyên bác, sáng suốt hơn người của ông.

## Tướng võ

### Phản gián nước Ngô
Tấn Vũ Đế lên ngôi cuối thời Tam Quốc, khi nước Thục Hán đã bị diệt. Phía nam chỉ còn lại nước Đông Ngô nhỏ yếu hơn nước Tấn. Vua nước Ngô là Tôn Hạo tàn bạo rất mất lòng người; tuy nhiên, Đông Ngô có sông Trường Giang hiểm trở. Vì thế, trong triều đình, ngoài một số ít người có ý tưởng đánh Ngô như Dương Hộ, Đỗ Dự và Trương Hoa, phần đông đều ngại tranh chiến và không tán thành.
Đại tướng Dương Hộ cầm binh quyền trong triều mấy lần đề nghị đánh Ngô nhưng Tấn Vũ Đế chần chừ không xuất trận. Qua mấy năm, Dương Hộ già yếu, trước khi mất Dương Hộ tiến cử Đỗ Dự với Tấn Vũ Đế. Vũ Đế nghe theo, phong ông làm Bình đông tướng quân. Tới khi Dương Hộ mất, ông được phong làm Trấn nam đại tướng quân, đô đốc Kinh châu chư quân sư, được ban xe truy phong.
Đỗ Dự đi tới biên ải, tập trung thao luyện quân sĩ, tuyển thêm quân tinh nhuệ. Sau đó Đỗ Dự ra quân trận đầu, lợi dụng tướng Ngô là Trương Chính lơ là phòng bị, đánh thắng quân Ngô.
Trương Chính là danh tướng Đông Ngô, bị thua trận đó rất xấu hổ, bèn giấu tin thua trận không dám báo với vua Ngô Tôn Hạo. Đỗ Dự dò biết việc đó, bèn sai người mang chiến lợi phẩm lấy được của Trương Chính dâng cho Tôn Hạo. Tôn Hạo tức giận bèn bãi chức của Chính, cho Lâm Hựu Hiền ở Vũ Xương ra thay.
Sau khi hoàn thành việc chuẩn bị, Đỗ Dự dâng thư lên Tấn Vũ Đế xin khởi đại quân đánh Ngô để thống nhất Trung Quốc. Ông phân tích rõ:
"...Hiện quân địch chỉ tập trung phòng thủ hạ du (sông Trường Giang) mà bỏ vùng thượng du... thế giặc đã cùng, không còn giữ trọn vẹn được cả hai vùng. Họ không cò khả năng tăng binh cho phía tây nên đành để kinh đô bỏ trống. Đây là cơ hội tốt để phá Ngô..."
Tấn Vũ Đế phê chuẩn bản tấu của Đỗ Dự. Tuy nhiên, vua Tấn không để ông hay một đại tướng khác là Vương Tuấn làm tổng chỉ huy mà lại sai sủng thần Giả Sung làm đại đô đốc.

### Tiêu diệt Đông Ngô
Tháng 11 năm 279, 20 vạn quân Tấn chia 6 đường thủy, bộ tiến đánh Đông Ngô. Đỗ Dự cầm cánh quân từ Tương Dương xuôi về nam đến Giang Lăng.
Tháng giêng năm 280, Đỗ Dự dàn quân ở Giang Lăng. Ông chia quân bao vây chứ không tấn công, chặn đường rút lui của quân Ngô từ thượng du và chặn đường quân Ngô từ hạ du tiến lên. Mặt khác, ông cử tham quân Phàn Hiển và Doãn Lâm cùng tướng Chu Kỳ dẫn quân dọc bờ sông phía tây, đánh vào Thành Ấp, chiếm được thành.
Sau đó Đỗ Dự sai Chu Chỉ, Ngũ Sào nửa đêm mang quân phối hợp với Vương Tuấn đánh thành Lạc Hương. Đô đốc nước Ngô là Tôn Hâm lo sợ, tinh thần rối loạn. Hâm mang quân ra đánh nhau với Vương Tuấn bị bại trận, vội quay về. Chu Chỉ bố trí phục binh, trà trộn vào quân Ngô thua chạy về thành, xâm nhập thành Lạc Hương, đến tận dưới trướng của Tôn Hâm, bắt sống Tôn Hâm.
Chủ tướng vùng Giang Lăng bị bắt, quân Ngô rối loạn. Đỗ Dự hạ lệnh siết chặt thêm vòng vây Giang Lăng. Tướng Ngô là Ngũ Diên sai người trá hàng, bí mật bố trí quân trên thành để đánh úp quân Tấn nhưng không được. Đỗ Dự thúc quân Tấn đánh dữ dội vào thành, tiêu diệt quân Ngô, chiếm cứ Giang Lăng.
Tuyến phòng thủ thượng du của Đông Ngô bị mất, các vùng từ Trường Giang đến Tương Giang, Quảng Châu đều lần lượt bị quân Tấn đánh vỡ. Đạo quân của tướng Vương Tuấn tiến vào Kiến Nghiệp, bắt sống Tôn Hạo. Tuy nhiên, Vương Tuấn tham công, lại tâu lên triều đình rằng mình còn lấy được đầu đô đốc Tôn Hâm nữa. Sau này Đỗ Dự giải Tôn Hâm về, mọi người mới biết chuyện. Người ở kinh thành Lạc Dương cười mãi về chuyện này.
Đỗ Dự sai đưa tướng sĩ người Ngô và gia quyến họ lên Giang Bắc bổ sung vào nhân khẩu ở đó. Ông còn cắt đặt người làm trưởng sử ở Nam quận để trông coi việc địa phương. Vùng đất mới về tay nước Tấn nhanh chóng được ổn định trở lại.

## Kế sách thời hậu chiến
Đỗ Dự khải hoàn về, được phong làm Đông Dương huyện hầu, cho ăn lộc 9600 hộ. Con ông là Đỗ Đam cũng được phong làm đình hầu.
Sau khi trở lại Tương Dương, ông tâu Vũ Đế rằng nhà mình đời đời làm quan văn, chỉ riêng mình làm quan võ nên muốn từ chức nhưng Vũ Đế không chấp nhận.
Trung Quốc nhất thống dưới tay nhà Tấn. Đỗ Dự tiếp tục thực hiện hàng loạt kế sách để phát triển đất nước. Ông cho rằng: "Thiên hạ tuy đã yên ổn nhưng nguy cơ gây chiến tranh không lúc nào không có". Ông thực thi các chủ trương:
1. Tiếp tục huấn luyện quân sĩ, xây dựng thêm học đường. Kết quả vùng Giang Hán mà ông trấn trị được giáo hoá rộng rãi.
2. Xây dựng các doanh trại bảo vệ biên cương, chú trọng những vùng trọng yếu.
3. Dùng nước ngọt tưới tiêu đồng ruộng, cắt đất phân vùng, chia cho dân cày cấy khiến cả dân và triều đình cùng có lợi.
4. Mở cửa đường thủy đào Dương Khẩu. Trước kia chỉ có đường thủy từ Miên Hán đến Giang Lăng, hơn 1000 dặm. Nếu muốn lên bắc thì phải đi đường bộ. Đỗ Dự cho mở đường sông dài hơn 1000 dặm từ Hạ Thủy đến Ba Lăng, nhờ đó người dân đi qua được giảm bớt sự hiểm trở của sông Trường Giang và đường vận tải lương thực từ Quế châu về kinh đô cũng được khai thông.

Do những công lao đó, người dân phía nam Trung Quốc đương thời biết ơn ông và gọi ông là Đỗ Phụ. Họ còn đặt ra câu hát ca tụng Đỗ Dự:
Người đời sau còn yên ổn nhờ cả công ông Đỗ; tài trí hơn người, công lao to lớn biết bao!
Đương thời Đỗ Dự là người tận tâm với công việc. Khi đã đề ra ý định, ông kiên quyết thực hiện và thường kiểm tra nhiều lần nên ít khi xảy ra thất bại.
Triều đình nhà Tấn sau thống nhất Trung Quốc thì vua tôi ham hưởng lạc, các tướng Vương Tuấn, Vương Hồn tranh công bình Ngô đả kích lẫn nhau. Đỗ Dự ở trấn giữ phía nam nhiều lần sai người mang tiền bạc đến hối lộ những người quyền quý trong triều. Có người hỏi ông tại sao phải làm như thế, ông đáp:
Tôi sợ bị người ta hãm hại, chứ không phải ham quyền quý.
Năm 284, Đỗ Dự mất, thọ 63 tuổi. Tấn Vũ Đế truy tặng ông làm Chinh Nam đại tướng quân, Khai phủ Nghi đồng Tam ty và đặt tên thuỵ là "Thành".